# James Keatings
James Keatings (* 20. Januar 1992 in Glasgow) ist ein schottischer Fußballspieler, der bei den Raith Rovers spielt.

## Vereinskarriere
James Keatings spielte in seiner Jugend bei Celtic Glasgow und wurde in der Celtic Youth Academy ausgebildet. Während er für die U-19 des Vereins im Ligabetrieb spielte, nahm er ab November 2010 regelmäßig am Training der Profimannschaft teil. Im Juni 2011 unterschrieb Keatings seinen ersten Profivertrag bei den Bhoys. Nach einer schwerwiegenden Verletzung, die sich der Jungprofi zugezogen hatte, wurde er im Januar 2012 bis zum Saisonende an den FC St. Johnstone verliehen. In der Sommerpause 2012 wurde Keatings abermals verliehen, dieses Mal zum 20 km südöstlich von Glasgow liegenden Verein Hamilton Academical. Ein Jahr später wurde Keatings von diesem fest verpflichtet. Nach der Saison 2013/14, in der er in 30 Ligaspielen 13 Tore erzielte, wechselte er zu Heart of Midlothian. Nach einer weiteren erfolgreichen Saison, in der er sich weiterhin sehr treffsicher zeigte und den Aufstieg in die Scottish Premiership erreicht hatte, wechselte Keatings zum Stadtrivalen Hibernian Edinburgh.

## Nationalmannschaft
Im Februar 2008 debütierte Keatings in der U-16 Nationalmannschaft von Schottland gegen Wales. In seinem zweiten Spiel für diese Altersklasse konnte er gegen Nordirland zwei Tore erzielen, sowie zwei weitere im letzten Spiel, das er in der U-16 absolvierte. Wenige Monate später folgte das Debüt in der U-17, in der er bis zum Jahresende in 6 Spielen 1 Tor schoss. Von 2009 bis 2010 war er Bestandteil der Schottischen U-19, für die er einen Hattrick im Spiel gegen Liechtenstein erzielen konnte.

## Erfolge
mit Celtic Glasgow:
- Schottischer Meister: 2012/13
- Schottischer Pokalsieger: 2010/11, 2012/13

mit Hibernian Edinburgh
- Schottischer Pokalsieger: 2015/16